# Aignan, Gers
 Aignan  là một xã thuộc tỉnh Gers trong vùng Occitanie tây nam nước Pháp. Xã này có độ cao trung bình 165 mét trên mực nước biển.